# Camponotus coriolanus
Camponotus coriolanus é uma espécie de inseto do gênero Camponotus, pertencente à família Formicidae.